# Krajská liga ledního hokeje 2019/2020
Krajská liga mužů v sezóně 2019/2020 byla 27. ročníkem samostatné čtvrté nejvyšší české soutěže v ledním hokeji. Olomoucký kraj a kraj Vysočiny v téhle sezóně nehrály a týmy startovaly v sousedních krajích. Kvůli pandemii covidu-19 byla soutěž 12. března 2020 ukončena.

## Jihočeská krajská liga

### Základní část
| Poř. | Tým                              | Z  | V  | VP | PP | P  | VG  | OG  | B  |
| ---- | -------------------------------- | -- | -- | -- | -- | -- | --- | --- | -- |
| 1.   | HC Pelhřimov                     | 22 | 20 | 0  | 1  | 1  | 144 | 69  | 61 |
| 2.   | TJ Sokol Radomyšl                | 22 | 13 | 3  | 1  | 5  | 113 | 73  | 46 |
| 3.   | HC Slavoj Český Krumlov          | 22 | 14 | 0  | 2  | 6  | 120 | 73  | 44 |
| 4.   | TJ Jiskra Humpolec               | 22 | 12 | 1  | 3  | 6  | 92  | 77  | 41 |
| 5.   | OLH Spartak Soběslav             | 22 | 12 | 2  | 0  | 8  | 105 | 83  | 40 |
| 6.   | HC Strakonice                    | 22 | 11 | 1  | 2  | 8  | 111 | 104 | 37 |
| 7.   | TJ Lokomotiva Veselí nad Lužnicí | 22 | 11 | 2  | 0  | 9  | 106 | 95  | 37 |
| 8.   | HC Milevsko 2010                 | 22 | 9  | 0  | 1  | 12 | 89  | 100 | 28 |
| 9.   | TJ Hluboká nad Vltavou Knights   | 22 | 6  | 2  | 2  | 12 | 85  | 106 | 24 |
| 10.  | HC Vimperk                       | 22 | 7  | 0  | 0  | 15 | 75  | 100 | 21 |
| 11.  | HC Vajgar Jindřichův Hradec      | 22 | 5  | 1  | 0  | 16 | 72  | 115 | 17 |
| 12.  | TJ Božetice                      | 22 | 0  | 0  | 0  | 22 | 42  | 159 | 0  |

### Play-off

#### Čtvrtfinále
- HC Pelhřimov - HC Milevsko 2010 8:7 (1:3, 6:2, 1:2)
- HC Milevsko 2010 - HC Pelhřimov 1:7 (0:3, 1:2, 0:2)
- HC Pelhřimov vyhrál sérii 2:0 na zápasy.

- TJ Sokol Radomyšl - TJ Lokomotiva Veselí nad Lužnicí 6:1 (0:0, 1:0, 5:1)
- TJ Lokomotiva Veselí nad Lužnicí - TJ Sokol Radomyšl 0:3 (0:0, 0:3, 0:0)
- TJ Sokol Radomyšl vyhrál sérii 2:0 na zápasy.

- HC Slavoj Český Krumlov - HC Strakonice 2:5 (1:2, 0:1, 1:2)
- HC Strakonice - HC Slavoj Český Krumlov 5:4 pp (1:1, 1:1, 2:2 - 0:0)
- HC Strakonice vyhrál sérii 2:0 na zápasy.

- TJ Jiskra Humpolec - OLH Spartak Soběslav 2:1 pp (0:0, 0:1, 1:0, 1:0)
- OLH Spartak Soběslav - TJ Jiskra Humpolec 9:3 (3:0, 2:0, 4:3)
- TJ Jiskra Humpolec - OLH Spartak Soběslav 3:7 (0:4, 0:1, 3:2)
- OLH Spartak Soběslav vyhrál sérii 2:1 na zápasy.

#### Semifinále
- HC Pelhřimov - HC Strakonice 7:3 (2:1, 1:2, 4:0)
- HC Strakonice - HC Pelhřimov 6:7 pp (4:3, 1:0, 1:3, 0:1)
- HC Pelhřimov vyhrál sérii 2:0 na zápasy.

- TJ Sokol Radomyšl - OLH Spartak Soběslav 4:5 (2:2, 2:1, 0:2)
- OLH Spartak Soběslav - TJ Sokol Radomyšl 8:3 (2:0, 4:1, 2:2)
- OLH Spartak Soběslav vyhrál sérii 2:0 na zápasy.

#### Finále
- Finále play-off mezi HC Pelhřimov a OLH Spartak Soběslav se kvůli pandemii covidu-19 neodehrálo, vítěz nebyl určen.

## Krajská liga Jižní Moravy a Zlína

### Základní část
| Poř. | Tým                     | Z  | V  | VP | PP | P  | VG  | OG  | B  |
| ---- | ----------------------- | -- | -- | -- | -- | -- | --- | --- | -- |
| 1.   | HHK Velké Meziříčí      | 26 | 19 | 1  | 1  | 5  | 143 | 65  | 60 |
| 2.   | SKMB Boskovice          | 26 | 20 | 0  | 0  | 6  | 157 | 78  | 60 |
| 3.   | Hokej Uherský Ostroh    | 26 | 16 | 2  | 1  | 7  | 123 | 71  | 53 |
| 4.   | HC Uničov               | 26 | 12 | 3  | 4  | 7  | 117 | 110 | 46 |
| 5.   | SHKM Hodonín            | 26 | 14 | 1  | 1  | 10 | 110 | 103 | 45 |
| 6.   | HC Spartak Uherský Brod | 26 | 13 | 2  | 1  | 10 | 125 | 114 | 44 |
| 7.   | HK Kroměříž             | 26 | 13 | 1  | 1  | 11 | 95  | 97  | 42 |
| 8.   | HC Lvi Břeclav          | 26 | 10 | 3  | 3  | 10 | 112 | 115 | 39 |
| 9.   | HC Spartak Velká Bíteš  | 26 | 11 | 0  | 3  | 12 | 90  | 99  | 36 |
| 10.  | HC Uherské Hradiště     | 26 | 10 | 2  | 0  | 14 | 105 | 127 | 34 |
| 11.  | Dynamiters Blansko HK   | 26 | 7  | 2  | 4  | 13 | 87  | 118 | 29 |
| 12.  | HC Štika Rosice         | 26 | 6  | 1  | 3  | 16 | 92  | 130 | 23 |
| 13.  | HC Brumov-Bylnice       | 26 | 5  | 3  | 1  | 17 | 92  | 150 | 22 |
| 14.  | TJ Sokol Březina        | 26 | 3  | 1  | 1  | 21 | 67  | 138 | 12 |

### Play-off

#### Čtvrtfinále
- HHK Velké Meziříčí - HC Lvi Břeclav 6:4 (0:2, 2:2, 4:0)
- HC Lvi Břeclav - HHK Velké Meziříčí 1:4 (0:1, 1:0, 0:3)
- HHK Velké Meziříčí vyhrál sérii 2:0 na zápasy.

- SKMB Boskovice - HK Kroměříž 5:4 pp ((2:1, 2:2, 0:1, 1:0)
- HK Kroměříž - SKMB Boskovice 5:8 (2:3, 2:1, 1:4)
- SKMB Boskovice vyhrál sérii 2:0 na zápasy.

- Hokej Uherský Ostroh - HC Spartak Uherský Brod 8:0 (0:0, 4:0, 4:0)
- HC Spartak Uherský Brod - Hokej Uherský Ostroh 3:6 (1:0, 2:3, 0:3)
- Hokej Uherský Ostroh vyhrál sérii 2:0 na zápasy.

- HC Uničov - SHKM Hodonín 4:5 pp (0:0, 2:3, 2:1, 0:1)
- SHKM Hodonín - HC Uničov 5:4 pp (0:1, 3:1, 1:2)
- SHKM Hodonín vyhrál sérii 2:0 na zápasy.

#### Semifinále
- HHK Velké Meziříčí - SHKM Hodonín 2:1 (0:1, 2:0, 0:0)
- SHKM Hodonín - HHK Velké Meziříčí 3:2 sn (0:1, 2:0, 0:1, 0:0, 1:0)
- HHK Velké Meziříčí - SHKM Hodonín 5:2 (1:0, 2:2, 2:0)
- HHK Velké Meziříčí vyhrál sérii 2:1 na zápasy.

- SKMB Boskovice - Hokej Uherský Ostroh 5:3 (2:2, 0:0, 3:1)
- Hokej Uherský Ostroh - SKMB Boskovice 4:5 pp (1:2, 2:0, 1:2, 0:1)
- SKMB Boskovice vyhrál sérii 2:0 na zápasy.

#### Finále
- Finále play-off mezi HHK Velké Meziříčí a SKMB Boskovice se kvůli pandemii covidu-19 neodehrálo, vítěz byl určen HHK Velké Meziříčí.

## Liberecká krajská liga

### Základní část
| Poř. | Tým                      | Z  | V  | VP | PP | P  | VG | OG | B  |
| ---- | ------------------------ | -- | -- | -- | -- | -- | -- | -- | -- |
| 1.   | HC Stavební stroje Jičín | 12 | 12 | 0  | 0  | 0  | 98 | 21 | 36 |
| 2.   | HC Frýdlant              | 12 | 9  | 0  | 0  | 3  | 58 | 46 | 27 |
| 3.   | HC Turnov 1931           | 12 | 6  | 0  | 1  | 5  | 51 | 45 | 19 |
| 4.   | HC Lomnice nad Popelkou  | 12 | 5  | 1  | 1  | 5  | 57 | 62 | 18 |
| 5.   | HC Slavoj Liberec        | 12 | 4  | 1  | 0  | 7  | 58 | 61 | 14 |
| 6.   | HC TS Varnsdorf          | 12 | 3  | 0  | 0  | 9  | 34 | 68 | 9  |
| 7.   | HC Česká Lípa            | 12 | 1  | 0  | 0  | 11 | 34 | 87 | 3  |

### Nadstavbová část
| Poř. | Tým                      | Z  | V  | VP | PP | P  | VG  | OG  | B  |
| ---- | ------------------------ | -- | -- | -- | -- | -- | --- | --- | -- |
| 1.   | HC Stavební stroje Jičín | 18 | 16 | 0  | 1  | 1  | 132 | 42  | 49 |
| 2.   | HC Frýdlant              | 18 | 12 | 0  | 0  | 6  | 80  | 72  | 36 |
| 3.   | HC Lomnice nad Popelkou  | 18 | 9  | 1  | 1  | 7  | 81  | 87  | 30 |
| 4.   | HC Turnov 1931           | 18 | 9  | 0  | 1  | 8  | 75  | 65  | 28 |
| 5.   | HC Slavoj Liberec        | 18 | 7  | 2  | 0  | 9  | 92  | 91  | 25 |
| 6.   | HC TS Varnsdorf          | 18 | 4  | 0  | 0  | 14 | 60  | 105 | 12 |
| 7.   | HC Česká Lípa            | 18 | 3  | 0  | 0  | 15 | 55  | 113 | 9  |

### Play-off

#### Semifinále
- HC Stavební stroje Jičín - HC Turnov 1931 4:1 (1:1, 0:0, 3:0)
- HC Turnov 1931 - HC Stavební stroje Jičín 1:5 (0:2, 0:1, 1:2)
- HC Stavební stroje Jičín - HC Turnov 1931 2:5 (0:2, 0:2, 2:1)
- HC Turnov 1931 - HC Stavební stroje Jičín 4:1 (0:0, 2:0, 2:1)
- HC Stavební stroje Jičín - HC Turnov 1931 6:3 (1:0, 2:0, 3:3)
- HC Stavební stroje Jičín vyhrál sérii 3:2 na zápasy.

- HC Frýdlant - HC Lomnice nad Popelkou 3:1 (1:1, 1:0, 1:0)
- HC Lomnice nad Popelkou - HC Frýdlant 2:5 (1:2, 1:1, 0:2)
- HC Frýdlant - HC Lomnice nad Popelkou 9:6 (3:3, 1:1, 5:2)
- HC Frýdlant vyhrál sérii 3:0 na zápasy.

#### Finále
- Finále play-off mezi HC Stavební stroje Jičín a HC Frýdlant se kvůli pandemii covidu-19 neodehrálo, vítěz nebyl určen.

## Moravskoslezská krajská liga
| Poř. | Tým                     | Z  | V  | VP | PP | P  | VG  | OG  | B  |
| ---- | ----------------------- | -- | -- | -- | -- | -- | --- | --- | -- |
| 1.   | HC Studénka             | 27 | 22 | 0  | 1  | 4  | 155 | 80  | 67 |
| 2.   | HK Nový Jičín "B"       | 27 | 14 | 3  | 3  | 7  | 114 | 82  | 51 |
| 3.   | HC Bospor Bohumín       | 27 | 14 | 3  | 1  | 9  | 136 | 106 | 49 |
| 4.   | HC Frýdek-Místek "B"    | 27 | 14 | 1  | 3  | 9  | 107 | 90  | 47 |
| 5.   | HK Krnov                | 27 | 14 | 0  | 2  | 11 | 83  | 90  | 44 |
| 6.   | HC Býci Karviná         | 27 | 10 | 6  | 1  | 10 | 122 | 106 | 43 |
| 7.   | HC Wolves Český Těšín   | 27 | 12 | 2  | 1  | 12 | 131 | 113 | 41 |
| 8.   | HC Orli Orlová 1930     | 27 | 10 | 0  | 3  | 14 | 108 | 133 | 33 |
| 9.   | TJ Horní Benešov        | 27 | 5  | 1  | 1  | 20 | 80  | 166 | 18 |
| 10.  | HC Rožnov pod Radhoštěm | 27 | 2  | 2  | 2  | 21 | 73  | 143 | 12 |

### Play-off

#### Čtvrtfinále
- HC Studénka - HC Orli Orlová 1930 3:1 (1:0, 0:0, 2:1)
- HC Orli Orlová 1930 - HC Studénka 3:1 (0:1, 1:0, 2:0)
- HC Studénka - HC Orli Orlová 1930 5:2 (3:1, 2:0, 0:1)
- HC Studénka vyhrál sérii 2:1 na zápasy.

- HK Nový Jičín "B" - HC Wolves Český Těšín 5:4 pp (1:1, 3:1, 0:2, 1:0)
- HC Wolves Český Těšín - HK Nový Jičín "B" 2:5 (0:4, 0:0, 2:1)
- HK Nový Jičín "B" vyhrál sérii 2:0 na zápasy.

- HC Bospor Bohumín - HC Býci Karviná 5:0 (3:0, 2:0, 0:0)
- HC Býci Karviná - HC Bospor Bohumín 4:1 (0:1, 2:0, 2:0)
- HC Bospor Bohumín - HC Býci Karviná 4:3 (1:1, 2:1, 1:1)
- HC Bospor Bohumín vyhrál sérii 2:1 na zápasy.

- HC Frýdek-Místek "B" - HK Krnov 1:3 (1:0, 0:0, 0:3)
- HK Krnov - HC Frýdek-Místek "B" 1:5 (1:1, 0:1, 0:3)
- HC Frýdek-Místek "B" - HK Krnov 3:2 sn (1:2, 1:0, 0:0, 0:0, 1:0)
- HC Frýdek-Místek "B" vyhrál sérii 2:1 na zápasy.

#### Semifinále
- HC Studénka - HC Wolves Český Těšín 1:5 (1:1, 0:2, 0:2)
- HC Wolves Český Těšín - HC Studénka 6:3 (1:0, 1:1, 4:2)
- HC Wolves Český Těšín vyhrál sérii 2:0 na zápasy.

- HC Bospor Bohumín - HC Frýdek-Místek "B" 3:4 (0:0, 1:3, 2:1)
- HC Frýdek-Místek "B" - HC Bospor Bohumín 7:3 (3:2, 2:0, 2:1)
- HC Frýdek-Místek "B" vyhrál sérii 2:0 na zápasy.

#### Finále
- Finále play-off mezi HC Wolves Český Těšín a HC Frýdek-Místek "B" se kvůli pandemii covidu-19 neodehrálo, vítěz nebyl určen.

## Královéhradecká krajská liga

### Zakladní část
| Poř. | Tým                              | Z  | V  | VP | PP | P  | VG  | OG  | B  |
| ---- | -------------------------------- | -- | -- | -- | -- | -- | --- | --- | -- |
| 1.   | Stadion Nový Bydžov              | 30 | 25 | 0  | 0  | 5  | 205 | 79  | 75 |
| 2.   | HC Wikov Hronov                  | 30 | 18 | 3  | 1  | 8  | 137 | 76  | 61 |
| 3.   | HC Náchod                        | 30 | 19 | 1  | 0  | 10 | 142 | 85  | 59 |
| 4.   | HC Jaroměř                       | 30 | 15 | 3  | 1  | 11 | 110 | 105 | 52 |
| 5.   | SK Třebechovice pod Orebem       | 30 | 15 | 1  | 1  | 13 | 128 | 90  | 48 |
| 6.   | HC Trutnov "B"                   | 30 | 11 | 1  | 2  | 16 | 143 | 153 | 37 |
| 7.   | HC Baroni Opočno                 | 30 | 9  | 0  | 1  | 20 | 100 | 159 | 28 |
| 8.   | TJ Spartak Nové Město nad Metují | 30 | 6  | 0  | 3  | 21 | 92  | 171 | 21 |
| 9.   | TJ Sokol Semechnice              | 16 | 1  | 0  | 0  | 15 | 36  | 175 | 3  |

- TJ Sokol Semechnice odstoupil v polovině sezoně.

### Play-off

#### Čtvrtfinále
- Stadion Nový Bydžov - TJ Spartak Nové Město nad Metují 14:2 (3:1, 7:0, 4:1)
- TJ Spartak Nové Město nad Metují - Stadion Nový Bydžov 2:7 (0:3, 1:2, 1:2)
- Stadion Nový Bydžov vyhrál sérii 2:0 na zápasy.

- HC Wikov Hronov - HC Baroni Opočno 2:1 sn (0:0, 0:1, 1:0, 0:0, 1:0)
- HC Baroni Opočno - HC Wikov Hronov 2:3 (1:2, 0:0, 1:1)
- HC Wikov Hronov vyhrál sérii 2:0 na zápasy.

- HC Náchod - HC Trutnov "B" 1:5 (0:3, 0:0, 1:2)
- HC Trutnov "B" - HC Náchod 5:2 (1:1, 2:0, 2:1)
- HC Trutnov "B" vyhrál sérii 2:0 na zápasy.

- HC Jaroměř - SK Třebechovice pod Orebem 0:5 k (kontumace)
- SK Třebechovice pod Orebem - HC Jaroměř 9:2 (3:0, 3:1, 3:1)
- SK Třebechovice pod Orebem vyhrál sérii 2:0 na zápasy.

#### Semifinále
- Stadion Nový Bydžov - SK Třebechovice pod Orebem 7:2 (1:0, 6:2, 0:0)
- SK Třebechovice pod Orebem - Stadion Nový Bydžov 4:3 (3:2, 1:0, 0:1)
- Stadion Nový Bydžov - SK Třebechovice pod Orebem 6:1 (1:1, 3:0, 2:0)
- SK Třebechovice pod Orebem - Stadion Nový Bydžov 0:4 (0:2, 0:1, 0:1)
- Stadion Nový Bydžov vyhrál sérii 3:1 na zápasy.

- HC Wikov Hronov - HC Náchod 4:1 (2:0, 1:0, 1:1)
- HC Náchod - HC Wikov Hronov 4:3 pp (1:2, 1:1, 1:0, 1:0)
- HC Wikov Hronov - HC Náchod 2:4 (1:1, 0:1, 1:2)
- HC Náchod - HC Wikov Hronov 2:5 (0:0, 0:1, 2:4)
- HC Wikov Hronov - HC Náchod 5:6 (0:2, 1:2, 4:2)
- HC Náchod vyhrál sérii 3:2 na zápasy.

#### Finále
- Finále play-off mezi Stadion Nový Bydžov a HC Náchod se kvůli pandemii covidu-19 neodehrálo, vítězem byli určeni oba dva týmy Stadion Nový Bydžov a HC Náchod.

## Pardubická krajská liga

### Základní část
| Poř. | Tým                        | Z  | V  | VP | PP | P  | VG  | OG  | B  |
| ---- | -------------------------- | -- | -- | -- | -- | -- | --- | --- | -- |
| 1.   | HC Kohouti Česká Třebová   | 24 | 16 | 0  | 3  | 5  | 132 | 82  | 51 |
| 2.   | HC Slovan Moravská Třebová | 24 | 13 | 3  | 1  | 7  | 136 | 102 | 46 |
| 3.   | HC Spartak Choceň          | 24 | 14 | 1  | 2  | 7  | 125 | 98  | 46 |
| 4.   | HC Chrudim                 | 24 | 13 | 2  | 1  | 8  | 105 | 76  | 44 |
| 5.   | HC Hlinsko                 | 24 | 12 | 2  | 1  | 9  | 98  | 103 | 41 |
| 6.   | HC Světlá nad Sázavou      | 24 | 9  | 1  | 4  | 10 | 93  | 99  | 33 |
| 7.   | HC Litomyšl                | 24 | 8  | 4  | 0  | 12 | 105 | 122 | 32 |
| 8.   | HC Chotěboř                | 24 | 7  | 2  | 1  | 14 | 94  | 105 | 26 |
| 9.   | TJ Orli Lanškroun          | 24 | 1  | 0  | 2  | 21 | 60  | 161 | 5  |

### Play-off

#### Čtvrtfinále
- HC Kohouti Česká Třebová - HC Chotěboř 5:2 (2:0, 2:1, 1:1)
- HC Chotěboř - HC Kohouti Česká Třebová 5:2 (3:1, 0:0, 2:1)
- HC Kohouti Česká Třebová - HC Chotěboř 3:4 (2:1, 0:3, 1:0)
- HC Chotěboř - HC Kohouti Česká Třebová 3:2 sn (0:1, 2:0, 0:1, 0:0, 1:0)
- HC Chotěboř vyhrál sérii 3:1 na zápasy.

- HC Slovan Moravská Třebová - HC Litomyšl 6:7 (2:0, 3:3, 1:4)
- HC Litomyšl - HC Slovan Moravská Třebová 1:6 (0:3, 0:2, 1:1)
- HC Slovan Moravská Třebová - HC Litomyšl 6:3 (2:1, 2:0, 2:2)
- HC Litomyšl - HC Slovan Moravská Třebová 6:9 (2:4, 2:4, 2:1)
- HC Slovan Moravská Třebová vyhrál sérii 3:1 na zápasy.

- HC Spartak Choceň - HC Světlá nad Sázavou 4:3 (2:0, 0:2, 2:1)
- HC Světlá nad Sázavou - HC Spartak Choceň 2:4 (0:2, 1:2, 1:0)
- HC Spartak Choceň - HC Světlá nad Sázavou 3:2 pp (1:1, 1:1, 0:0, 1:0)
- HC Spartak Choceň vyhrál sérii 3:0 na zápasy.

- HC Chrudim - HC Hlinsko 7:0 (3:0, 2:0, 2:0)
- HC Hlinsko - HC Chrudim 1:3 (0:0, 0:1, 1:2)
- HC Chrudim - HC Hlinsko 5:4 (2:2, 1:1, 2:1)
- HC Chrudim vyhrál sérii 3:0 na zápasy.

#### Semifinále
- HC Slovan Moravská Třebová - HC Chotěboř 4:3 pp (0:0, 1:3, 2:0, 1:0)
- HC Chotěboř - HC Slovan Moravská Třebová 4:3 (0:1, 3:2, 1:0)
- HC Slovan Moravská Třebová - HC Chotěboř 5:4 sn (1:0, 1:2, 2:2, 0:0, 1:0)
- HC Chotěboř - HC Slovan Moravská Třebová 6:4 (3:1, 1:2, 2:1)
- HC Slovan Moravská Třebová - HC Chotěboř 5:3 (1:1, 1:2, 3:0)
- HC Slovan Moravská Třebová vyhrál sérii 3:2 na zápasy.

- HC Spartak Choceň - HC Chrudim 1:2 sn (0:0, 0:1, 1:0, 0:0, 0:1)
- HC Chrudim - HC Spartak Choceň 1:2 sn (1:0, 0:0, 0:1, 0:0, 0:1)
- HC Spartak Choceň - HC Chrudim 3:2 pp (2:1, 0:1, 0:0, 1:0)
- HC Chrudim - HC Spartak Choceň 6:3 (1:1, 2:1, 3:1)
- HC Spartak Choceň - HC Chrudim 1:4 (0:0, 1:3, 0:1)
- HC Chrudim vyhrál sérii 3:2 na zápasy.

#### Finále
- HC Slovan Moravská Třebová - HC Chrudim 2:6 (1:3, 0:2, 1:1)
- HC Chrudim - HC Slovan Moravská Třebová 11:4 (5:1, 2:2, 4:1)

- Finále play-off mezi HC Slovan Moravská Třebová a HC Chrudim se kvůli pandemii covidu-19 nedohrálo, vítězem byli určeni oba dva týmy HC Slovan Moravská Třebová a HC Chrudim.

## Plzeňská a Karlovarská krajská liga

### Základní část
| Poř. | Tým                   | Z  | V  | VP | PP | P  | VG  | OG  | B  |
| ---- | --------------------- | -- | -- | -- | -- | -- | --- | --- | -- |
| 1.   | HC Rebel město Nejdek | 20 | 14 | 2  | 1  | 3  | 163 | 55  | 47 |
| 2.   | HK Rokycany           | 20 | 15 | 1  | 0  | 4  | 167 | 72  | 47 |
| 3.   | HC Stadion Cheb       | 20 | 14 | 0  | 2  | 4  | 156 | 51  | 44 |
| 4.   | HC Klatovy "B"        | 20 | 12 | 3  | 1  | 4  | 125 | 78  | 43 |
| 5.   | HC Domažlice          | 20 | 13 | 0  | 2  | 5  | 143 | 89  | 41 |
| 6.   | TJ Apollo Kaznějov    | 20 | 9  | 4  | 1  | 6  | 107 | 91  | 36 |
| 7.   | HC Baník Sokolov "B"  | 20 | 8  | 0  | 0  | 12 | 94  | 101 | 24 |
| 8.   | HC Meteor Třemošná    | 20 | 6  | 0  | 3  | 11 | 99  | 109 | 21 |
| 9.   | HC Tachov             | 20 | 5  | 0  | 0  | 15 | 72  | 154 | 15 |
| 10.  | HC Mariánské Lázně    | 20 | 3  | 1  | 1  | 15 | 60  | 208 | 12 |
| 11.  | HC Čerti Ostrov       | 20 | 0  | 0  | 0  | 20 | 54  | 232 | 0  |

### Play-off

#### Čtvrtfinále
- HC Meteor Třemošná - HC Rebel město Nejdek 3:7 (1:2, 1:3, 1:2)
- HC Rebel město Nejdek - HC Meteor Třemošná 8:4 (2:1, 5:1, 1:2)
- HC Rebel město Nejdek vyhrál 4:0 na body.

- HC Baník Sokolov "B" - HK Rokycany 1:7 (0:1, 1:4, 0:2)
- HK Rokycany - HC Baník Sokolov "B" 16:4 (5:1, 5:0, 6:3)
- HK Rokycany vyhrál 4:0 na body.

- TJ Apollo Kaznějov - HC Stadion Cheb 1:4 (1:0, 0:2, 0:2)
- HC Stadion Cheb - TJ Apollo Kaznějov 10:1 (0:0, 4:0, 6:1)
- HC Stadion Cheb vyhrál 4:0 na body.

- HC Domažlice - HC Klatovy "B" 5:4 (0:0, 2:1, 3:3)
- HC Klatovy "B" - HC Domažlice 6:5 (0:2, 3:1, 3:2) + (samostatné nájezdy)
- HC Klatovy "B" postoupil v rozhodujících nájezdech ve druhém zápasu.

#### Semifinále
- HC Klatovy "B" - HC Rebel město Nejdek 6:1 (2:1, 2:0, 2:0)
- HC Rebel město Nejdek - HC Klatovy "B" 2:2 (0:1, 1:1, 1:0)
- HC Klatovy "B" vyhrál 3:1 na body.

- HC Stadion Cheb - HK Rokycany 10:2 (2:0, 4:0, 4:2)
- HK Rokycany - HC Stadion Cheb 2:3 (1:1, 1:1, 0:1)
- HC Stadion Cheb vyhrál 4:0 na body.

#### Finále
- Finále play-off mezi HC Klatovy "B" a HC Stadion Cheb se kvůli pandemii covidu-19 neodehrálo, vítěz nebyl určen.

## Středočeská krajská liga

### Základní část

#### Skupina východ
| Poř. | Tým                   | Z  | V  | VP | PP | P  | VG  | OG  | B  |
| ---- | --------------------- | -- | -- | -- | -- | -- | --- | --- | -- |
| 1.   | HC Poděbrady          | 22 | 14 | 2  | 0  | 6  | 138 | 92  | 46 |
| 2.   | BK Mladá Boleslav "B" | 22 | 14 | 0  | 1  | 7  | 98  | 73  | 43 |
| 3.   | HC Čáslav             | 22 | 12 | 3  | 0  | 7  | 94  | 71  | 42 |
| 4.   | HC Rytíři Vlašim      | 22 | 8  | 1  | 3  | 10 | 78  | 97  | 29 |
| 5.   | SC Kolín "B"          | 22 | 8  | 1  | 0  | 13 | 77  | 99  | 26 |
| 6.   | HC Lev Benešov        | 22 | 8  | 0  | 2  | 12 | 90  | 101 | 26 |
| 7.   | SK Sršni Kutná Hora   | 22 | 5  | 3  | 2  | 12 | 52  | 74  | 23 |
| 8.   | HC Žabonosy           | 22 | 5  | 0  | 2  | 15 | 53  | 104 | 17 |

#### Skupina západ
| Poř. | Tým                        | Z  | V  | VP | PP | P  | VG  | OG  | B  |
| ---- | -------------------------- | -- | -- | -- | -- | -- | --- | --- | -- |
| 1.   | SK Černošice               | 22 | 17 | 1  | 1  | 3  | 105 | 63  | 54 |
| 2.   | HC Rakovník                | 22 | 12 | 1  | 3  | 6  | 92  | 73  | 41 |
| 3.   | HK Kralupy nad Vltavou     | 22 | 10 | 3  | 2  | 7  | 87  | 72  | 38 |
| 4.   | HC Junior Mělník           | 22 | 11 | 1  | 2  | 8  | 99  | 96  | 37 |
| 5.   | HC Slavoj Velké Popovice   | 22 | 8  | 5  | 2  | 7  | 90  | 72  | 36 |
| 6.   | HK Lev Slaný               | 22 | 10 | 0  | 2  | 10 | 103 | 101 | 32 |
| 7.   | HK Easy Flyers Králův Dvůr | 22 | 5  | 2  | 1  | 14 | 59  | 92  | 20 |
| 8.   | HC Příbram "B"             | 22 | 6  | 0  | 0  | 16 | 73  | 108 | 18 |

### Play-off

#### Předkolo
- HC Čáslav - HC Lev Benešov 6:2 (2:0, 2:2, 2:0)
- HC Lev Benešov - HC Čáslav 2:8 (1:1, 0:3, 0:2)
- HC Čáslav vyhrál sérii 2:0 na zápasy.

- HK Kralupy nad Vltavou - SC Kolín "B"' 5:3 (1:0, 2:2, 2:1)
- SC Kolín "B" - HK Kralupy nad Vltavou 3:4 sn (1:2, 2:1, 0:0, 0:0, 0:1)
- HK Kralupy nad Vltavou vyhrál sérii 2:0 na zápasy.

- HC Junior Mělník - HC Rytíři Vlašim 8:3 (3:0, 2:2, 3:1)
- HC Rytíři Vlašim - HC Junior Mělník 3:5 (0:2, 2:1, 1:2)
- HC Junior Mělník vyhrál sérii 2:0 na zápasy.

- HC Slavoj Velké Popovice - HK Lev Slaný 5:3 (2:0, 1:2, 2:1)
- HK Lev Slaný - HC Slavoj Velké Popovice 4:3 pp (1:1, 1:0, 1:2, 1:0)
- HC Slavoj Velké Popovice - HK Lev Slaný 6:3 (2:2, 4:1, 0:0)
- HC Slavoj Velké Popovice vyhrál sérii 2:1 na zápasy.

#### Čtvrtfinále
- SK Černošice - HC Slavoj Velké Popovice 5:6 pp (2:1, 2:4, 1:0, 0:1)
- HC Slavoj Velké Popovice - SK Černošice 4:3 sn (2:1, 0:1, 1:1, 1:0)
- HC Slavoj Velké Popovice vyhrál sérii 3:1 na zápasy.

- HC Poděbrady - HC Junior Mělník 5:4 (1:0, 3:1, 1:3)
- HC Junior Mělník - HC Poděbrady 7:3 (1:1, 3:1, 3:1)
- HC Poděbrady - HC Junior Mělník 5:8 (2:1, 0:6, 3:1)
- HC Junior Mělník vyhrál sérii 2:1 na zápasy.

- BK Mladá Boleslav "B" - HK Kralupy nad Vltavou 6:7 pp (2:0, 3:3, 1:3, 0:1)
- HK Kralupy nad Vltavou - BK Mladá Boleslav "B" 4:8 (1:1, 0:2, 3:5)
- BK Mladá Boleslav "B" - HK Kralupy nad Vltavou 2:3 sn (1:2, 1:0, 0:0, 0:0, 0:1)
- HK Kralupy nad Vltavou vyhrál sérii 2:1 na zápasy.

- HC Čáslav - HC Rakovník 2:3 (0:3, 1:0, 1:0)
- HC Rakovník - HC Čáslav 2:3 (1:1, 1:1, 0:1)
- HC Čáslav - HC Rakovník 4:5 pp (2:1, 0:0, 2:3, 0:1)
- HC Rakovník vyhrál sérii 2:1 na zápasy.

#### Semifinále
- HC Rakovník - HC Slavoj Velké Popovice 2:3 pp (1:0, 0:1, 1:1, 0:1)

- semifinále play-off mezi HC Rakovník a HC Slavoj Velké Popovice bylo po prvním kole zrušené kvůli pandemii covidu-19. Ze stejného důvodu se nekonalo semifinále mezi HK Kralupy nad Vltavou a HC Junior Mělník. Celkový vítěz nebyl určen.

### Baráž
- HC Příbram "B" - HC Žabonosy 12:2 (2:1, 6:0, 4:1)
- HC Žabonosy - HC Příbram "B" 3:5 (0:2, 3:2, 0:1)

- HC Příbram "B" vyhrál sérii 2:0 na zápasy a udržel se pro následující ročník v krajské lize. HC Žabonosy se měli utkat v 2. kole baráže s vítězem krajské soutěže Středočeského kraje HC Buldoci Neratovice. Utkáni mezi HC Žabonosy a HC Buldoci Neratovice bylo zrušeno a HC Žabonosy se udrželi pro následující ročník v krajské lize.

## Ústecká krajská liga

### Základní část
| Poř. | Tým                         | Z  | V | VP | PP | P  | VG  | OG  | B  |
| ---- | --------------------------- | -- | - | -- | -- | -- | --- | --- | -- |
| 1.   | HC Slovan Louny             | 16 | 8 | 2  | 2  | 4  | 105 | 94  | 30 |
| 2.   | HC Tygři Klášterec nad Ohří | 16 | 8 | 1  | 2  | 5  | 94  | 76  | 28 |
| 3.   | HC Roudnice nad Labem       | 16 | 8 | 0  | 2  | 6  | 81  | 86  | 26 |
| 4.   | SK Kadaň "B"                | 16 | 6 | 2  | 0  | 8  | 103 | 120 | 22 |
| 5.   | HC Lovosice                 | 16 | 4 | 1  | 0  | 11 | 101 | 108 | 14 |

### Play-off

#### Semifinále
- HC Slovan Louny - SK Kadaň "B" 13:4 (6:2, 2:1, 5:1)
- SK Kadaň "B" - HC Slovan Louny 6:5 sn (3:4, 1:1, 1:0, 0:0, 1:0)
- HC Slovan Louny vyhrál sérii 2:0 na zápasy.

- HC Tygři Klášterec nad Ohří - HC Roudnice nad Labem 10:2 (3:2, 2:0, 5:0)
- HC Roudnice nad Labem - HC Tygři Klášterec nad Ohří 5:2 (0:0, 2:0, 3:2)
- HC Tygři Klášterec nad Ohří - HC Roudnice nad Labem 6:4 (2:1, 0:3, 4:0)
- HC Tygři Klášterec nad Ohří vyhrál sérii 2:1 na zápasy.

#### Finále
- HC Slovan Louny - HC Tygři Klášterec nad Ohří 4:6 (2:3 0:0 2:3)
- HC Tygři Klášterec nad Ohří - HC Slovan Louny 7:8 sn (2:2 2:3 3:2, 0:0, 0:1)
- HC Slovan Louny - HC Tygři Klášterec nad Ohří 5:6 (1:1, 2:5, 2:0)
- HC Tygři Klášterec nad Ohří vyhrál sérii 2:1 na zápasy.

## Krajský přebor Prahy
| Poř. | Tým                  | Z  | V  | R | P  | VG  | OG  | B  |
| ---- | -------------------- | -- | -- | - | -- | --- | --- | -- |
| 1.   | HC Kobra Praha "B"   | 22 | 17 | 3 | 2  | 140 | 62  | 37 |
| 2.   | HC TNP Praha         | 22 | 16 | 1 | 5  | 157 | 68  | 33 |
| 3.   | HC Hvězda Praha      | 23 | 14 | 3 | 6  | 96  | 66  | 31 |
| 4.   | HC Smíchov 1913      | 22 | 13 | 0 | 9  | 131 | 101 | 26 |
| 5.   | HC Letci Letňany     | 22 | 7  | 1 | 14 | 98  | 130 | 15 |
| 6.   | SK Žižkov Praha      | 23 | 4  | 0 | 19 | 87  | 173 | 8  |
| 7.   | HC Berounští Medvědi | 22 | 3  | 0 | 19 | 58  | 167 | 6  |

- Poslední dvě kola v základní části byla zrušena, vítězem se stal HC Kobra Praha "B".